# Topografías de productos semiconductores
Los títulos de protección de topografías de productos semiconductores son la modalidad de propiedad industrial de más reciente aparición, y se refieren a los circuitos integrados electrónicos. Protegen el esquema de trazado de las distintas capas y elementos que componen el circuito integrado, su disposición tridimensional y sus interconexiones, lo que en definitiva constituye su "topografía", su duración de la protección es de diez años, a partir del final del año en que se explota por primera vez en el mundo o se registra la topografía.
En España fueron introducidos en la Ley 11/1988, de 3 de mayo, de protección jurídica de topografías de los productos semiconductores, trasposición de la Directiva Europea 87/54/CEE, de 16 de diciembre de 1986